# Cesare Brancadoro

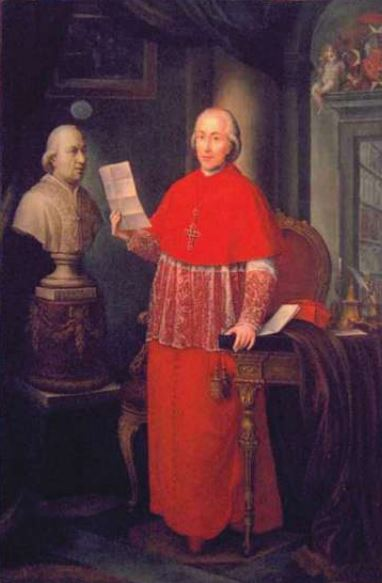
Cesare kardinaal Brancadoro

Cesare Brancadoro (Fermo 28 augustus 1755 - Fermo 12 september 1837) was een Italiaans bisschop en kardinaal. Als pauselijk diplomaat was hij actief in de Oostenrijkse Nederlanden en Luik en was hij de eerste Roomse vertegenwoordiger in Holland in 200 jaar na de Reformatie.

## Fermo
Brancadoro groeide op in Fermo, in een familie van patriciërs van de stad. Fermo lag toen in de Pauselijke Staat. Aan de universiteit van Fermo studeerde hij af als doctor in beide rechten, namelijk kerkelijk recht en burgerlijk recht. Na zijn priesterwijding werkte hij bij zijn oom Orazio Brancadoro, aartspriester in de kathedraal van Fermo. Hij publiceerde meerdere werken over het leven van monniken en edellieden in Fermo. De aartsbisschop van Fermo benoemde hem tot zijn bibliothecaris. Hij publiceerde nog meer essays, meer van politieke aard, zoals bijvoorbeeld Dissertazione sull'utilità delle lettere e delle scienze per la felicità di uno stato. Een van zijn tientallen essays behandelde het primaatschap van de paus in zijn dispuut met de jansenisten. Dit trok de aandacht van Rome.

## Rome
Paus Pius VI vond de geschriften van Brancadoro nuttig en benoemde hem in 1789 tot Geheim Kamerheer, bisschop-assistent van de Heilige Stoel en titulair bisschop van Nisibis.

## Nederlanden

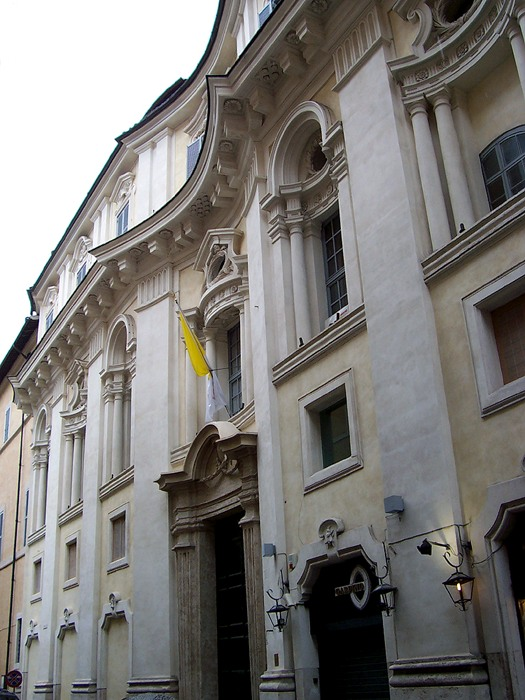
Congregatie voor de Evangelisatie van de Volkeren (Rome)

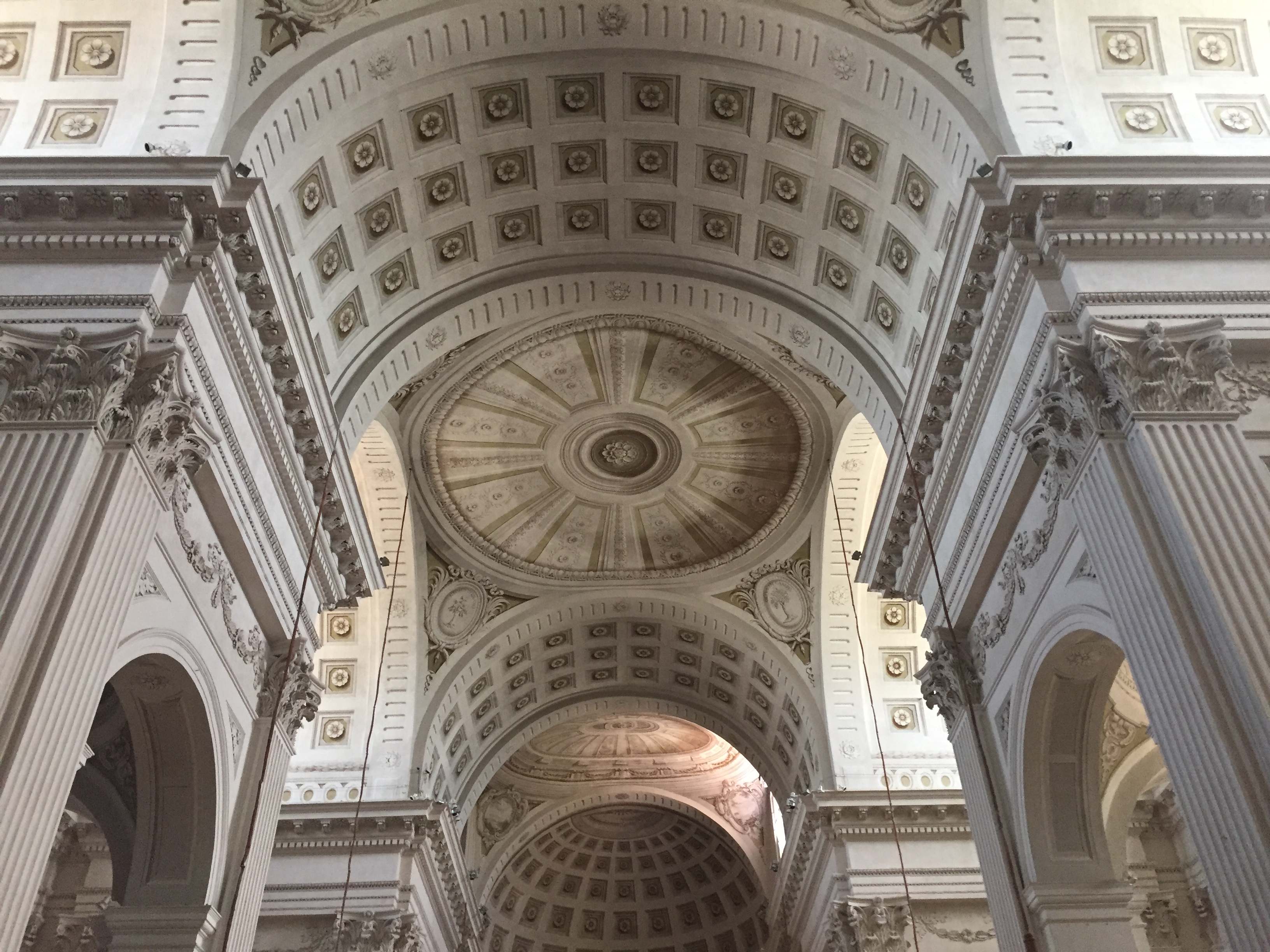
Kathedraal van Fermo

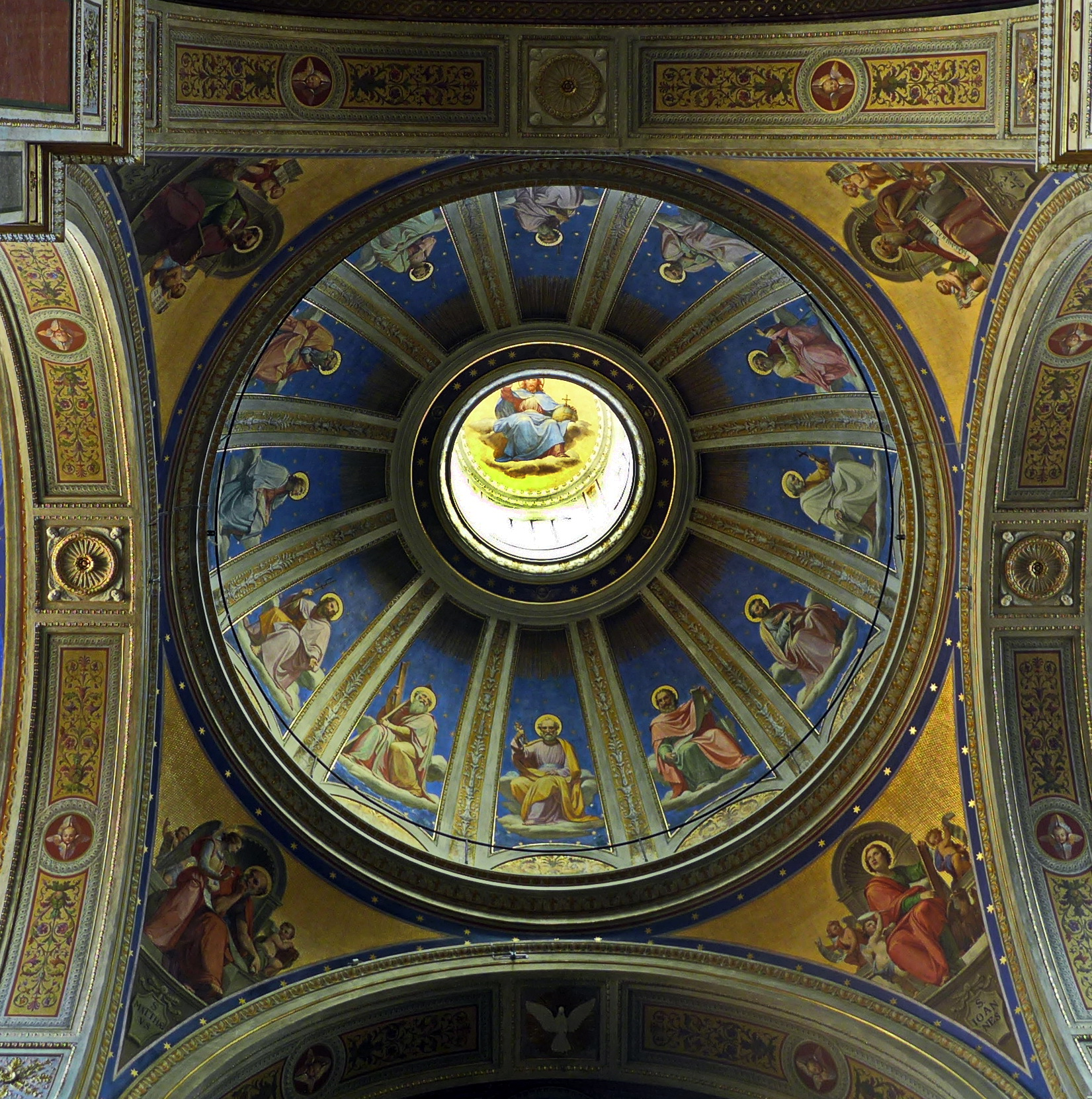
Sant'Agostino in Rome

In 1790 stuurde paus Pius VI hem naar Luik. Hij werd er vice-superior en later superior voor de Hollandse missie. Vanuit Luik richtte Brancadoro zich eerst op de Oostenrijkse Nederlanden. Deze hadden 3 jaar lang geen pauselijke diplomaat meer gekend, sinds keizer Jozef II de internuntius Antonio Felice Zondadari verjaagd had uit Brussel (1787). In november 1792 had Brancadoro een akkoord op zak met de Oostenrijkse diplomaat Metternich. De Oostenrijkse Nederlanden (formeel: het graafschap Vlaanderen) aanvaardden Brancadoro als nuntius. Alleen dit akkoord was waardeloos, want de Fransen namen op dat moment de macht over in de Zuidelijke Nederlanden na de Slag bij Jemappes (november 1792). Noodgewongen reisde Brancadoro naar Holland en Utrecht op diplomatieke missie. Hij was de eerste pauselijke diplomaat in de Republiek der Verenigde Provinciën sinds 200 jaar na de Reformatie. In Utrecht was het onthaal koel omdat de anti-jansenistische houding van Brancadoro in slechte aarde viel.
In maart 1793 heroverden de Oostenrijkers de Zuidelijke Nederlanden na hun overwinning in Neerwinden. Brancadoro installeerde zich in Brussel als nuntius. In uitvoering van bevelen uit Rome poogde Brancadoro de bevolking te winnen voor het Oostenrijks bestuur. Kwestie van Franse revolutionaire ideeën buiten de Nederlanden te houden.
In juni 1794 waren de Fransen opnieuw aan de macht in de Zuidelijke Nederlanden, na de overwinning bij Fleurus. Brancadoro trok een tweede maal naar Holland. De Nederlandse overheid stond hem toe een anti-jansenistisch pamflet te publiceren, gebaseerd op de pauselijke bul Auctorem Fidei, wat een strenge veroordeling inhield van jansenisme. Onder dreiging van de Franse troepen op Holland, verhuisde Brancadoro naar Münster (1795). Daar schreef hij ondersteunende brieven naar katholieke clerus in de Franse Nederlanden, in hun juridisch gevecht om kerkelijke goederen terug te verkrijgen van de Franse overheid. Datzelfde jaar riep Pius VI hem naar Rome terug.

## Roomse benoemingen
Brancadoro werd benoemd in verschillende kerkelijke functies:
- 1797 - 1800 secretaris van de Congregatie voor de Evangelisatie van de Volkeren
- 1800 - 1803 bisschop van Orvieto, met de persoonlijke titel van aartsbisschop van Orvieto
- 1801 - 1820 kardinaal met als priesterkerk in Rome de San Girolamo dei Croati
- 1803 - 1837 aartsbisschop van Fermo, zijn geboortestad

In deze periode, het bewind van Napoleon Bonaparte, werd Brancadoro verbannen naar Reims (1810-1813), Fontainebleau (1813-1814) en Orange (1814-1814). Hij was een tegenstander van Bonaparte en vond de houding van paus Pius VII te zwak ten opzichte van het beleid van Bonaparte. Brancadoro betreurde de oprichting van de Romeinse Republiek, waardoor zijn geboorteland, de Pauselijke Staat, werd afgeschaft. Zo was Brancadoro een van de zwarte kardinalen, dit wil zeggen, gestraft door Napoleon om nog rode kledij te dragen.
- 1820 - 1837 kardinaal met als priesterkerk in Rome de Sant'Agostino
- 1832 - 1837 kardinaal-protopriester.

Kardinaal Brancadoro werd in de jaren 1820 blind. Hij stierf in 1837 in zijn bisschopsstad Fermo. Hij werd er ook begraven.
- Bibliothèque nationale de France: cb13073324k (data)
- Biografisch Portaal: 05701352
- Gemeinsame Normdatei: 100055095
- International Standard Name Identifier: 0000 0000 6132 021X
- Library of Congress Control Number: nr91029477
- Nederlandse Thesaurus van Auteursnamen: 070342644
- Istituto Centrale per il Catalogo Unico: MUSV010265
- Système universitaire de documentation: 130656011
- Virtual International Authority File: 37051860
- WorldCat: E39PBJghkWKHvcyr8dG9xthmBP